# Gare d'Olivetta-San-Michele
Pour les articles homonymes, voir Gare de Saint-Michel.
La Gare d'Olivetta-San-Michele (en italien : stazione di Olivetta San Michele) est une gare ferroviaire de la ligne de Coni à Vintimille, située sur le territoire de la commune d'Olivetta San Michele dans la province d'Imperia, région Ligurie, au nord-ouest de l'Italie.

## Situation ferroviaire
Établie à 143 mètres d'altitude, la gare d'Olivetta-San-Michele est située au point kilométrique (PK) 86,2 de la ligne de Coni à Vintimille, entre les gares ouvertes de Breil-sur-Roya et de Airole. Elle est la dernière gare italienne avant la frontière entre l'Italie et la France marquant l'entrée du tronçon situé en territoire français de cette ligne internationale. L'ancienne gare frontière de Piène est aujourd'hui située en France mais est fermée.

## Histoire
Après avoir été inaugurée le 30 octobre, la gare est mise en service le 31 octobre 1928, lors de l'ouverture au trafic voyageurs de la partie française de la ligne par la Compagnie des chemins de fer de Paris à Lyon et à la Méditerranée (PLM), permettant la mise en service de l'ensemble de la ligne de Coni (Cuneo en italien) à Vintimille (Ventimiglia en italien).

## Service des voyageurs

### Accueil
Gare de la Rete ferroviaria italiana (RFI), elle dispose d'un bâtiment voyageurs avec une salle d'attente. Il n'y a plus de guichet.

### Desserte
Olivetta-San-Michele est desservie par des trains qui circulent entre les gares de Vintimille et de Coni.